# Opération clandestine (film, 1972)
Pour plus de détails, voir Fiche technique et Distribution.
Opération clandestine (titre original : The Carey Treatment) est un film américain réalisé par Blake Edwards, sorti en 1972.
Le film est adapté d'un roman de Michael Crichton, écrit sous le pseudonyme de Jeffery Hudson et paru en 1968 sous le titre Extrême Urgence. 

## Synopsis
Le docteur Peter Carey rejoint son nouveau poste dans un hôpital de Boston, dirigé par le docteur 
J.D. Randall et où travaille un de ses amis, le docteur David Tao. Il y fait la connaissance de Georgia Hightower dont il tombe amoureux. Bientôt, il apprend l'arrestation de Tao, accusé d'avoir pratiqué un avortement illégal sur Karen Randall, fille de J.D., qui vient de mourir d'une hémorragie interne peu après son arrivée aux urgences de l'hôpital. Convaincu de l'innocence de son ami, Carey mène une enquête parallèle à celle du capitaine Pearson, et découvre que Karen n'était en réalité pas enceinte...

## Fiche technique
- Titre : Opération clandestine
- Titre original : The Carey Treatment
- Réalisateur : Blake Edwards
- Scénario : James P. Bonner, d'après le roman Extrême Urgence (A Case of Need) de Jeffery Hudson (alias Michael Crichton)
- Photographie : Frank Stanley
- Montage : Ralph E. Winters
- Musique (et direction musicale) : Roy Budd
- Direction artistique : Alfred Sweeney
- Décors : Raymond Molyneaux
- Costumes : Jack Bear
- Producteurs : William Belasco et Barry Mendelson (associé
- Société de production : Geoffrey Productions
- Société de distribution : Metro-Goldwyn-Mayer
- Tournage : du 5 octobre 1971 à décembre 1971 au Massachusetts et à Boston
- Pays de production :  États-Unis
- Langue : Anglais
- Format : Couleur (Metrocolor) — 35 mm — 2,35:1 (Panavision) — Son : Mono
- Genre : Film dramatique, Film policier, Thriller
- Durée : 101 minutes (1 h 41)
- Date de sortie : 
  - États-Unis : 29 mars 1972 (première à New York)

## Distribution
- James Coburn (VF : Jean-Pierre Duclos) : Dr Peter Carey
- Jennifer O'Neill (VF : Marion Loran) : Georgia Hightower
- Dan O'Herlihy (VF : Jean Berger) : Dr J.D. Randall
- Pat Hingle (VF : Jacques Marin) : Le capitaine Pearson
- Skye Aubrey (VF : Perrette Pradier) : Angela Holder
- James Hong (VF : Claude Dasset) : Dr David Tao
- Regis Toomey (VF : Michel Gudin) : Dr Sanderson
- Elizabeth Allen : Evelyn Randall
- John Fink : Dr Andrew Murphy
- Michael Blodgett (VF : Jean-Claude Balard) : Roger Hudson
- Steve Carlson : Walding
- Rosemary Edelman : Janet Tao
- Jennifer Edwards (VF : Sylviane Margollé) : Lydia Barrett
- John Hillerman : Dr Jenkins
- Robert Mandan : Dr Barr
- Warren Parker (VF : Robert Bazil) : Blaine
- Robie Porter : Harvey William Randall
- Morgan Sterne (VF : Claude Bertrand) : Weston
- Melissa Tormé-March (VF : Béatrice Delfe) : Karen Randall